# Sávvas Perdíos
Sávvas Perdíos (en grec moderne : Σάββας Περδίος), né en août 1981 à Éngomi est un homme politique chypriote.

## Carrières politique
Le 2 janvier 2019, il est nommé Secrétaire d'État chargé du Tourisme dans le gouvernement Anastasiádis II. Il succède à Giórgos Lakkotrýpis, ministre de l'Énergie, du Commerce, de l'industrie et du Tourisme.